# Retonfey
Retonfey est une commune française située dans le département de la Moselle, en Lorraine, dans la région administrative Grand Est.

## Géographie
Le village est situé à proximité de l'autoroute A4, sur l'axe Metz-Boulay, à l'intersection de quatre cours d’eau permettant l’exploitation des terres fertiles avoisinantes.

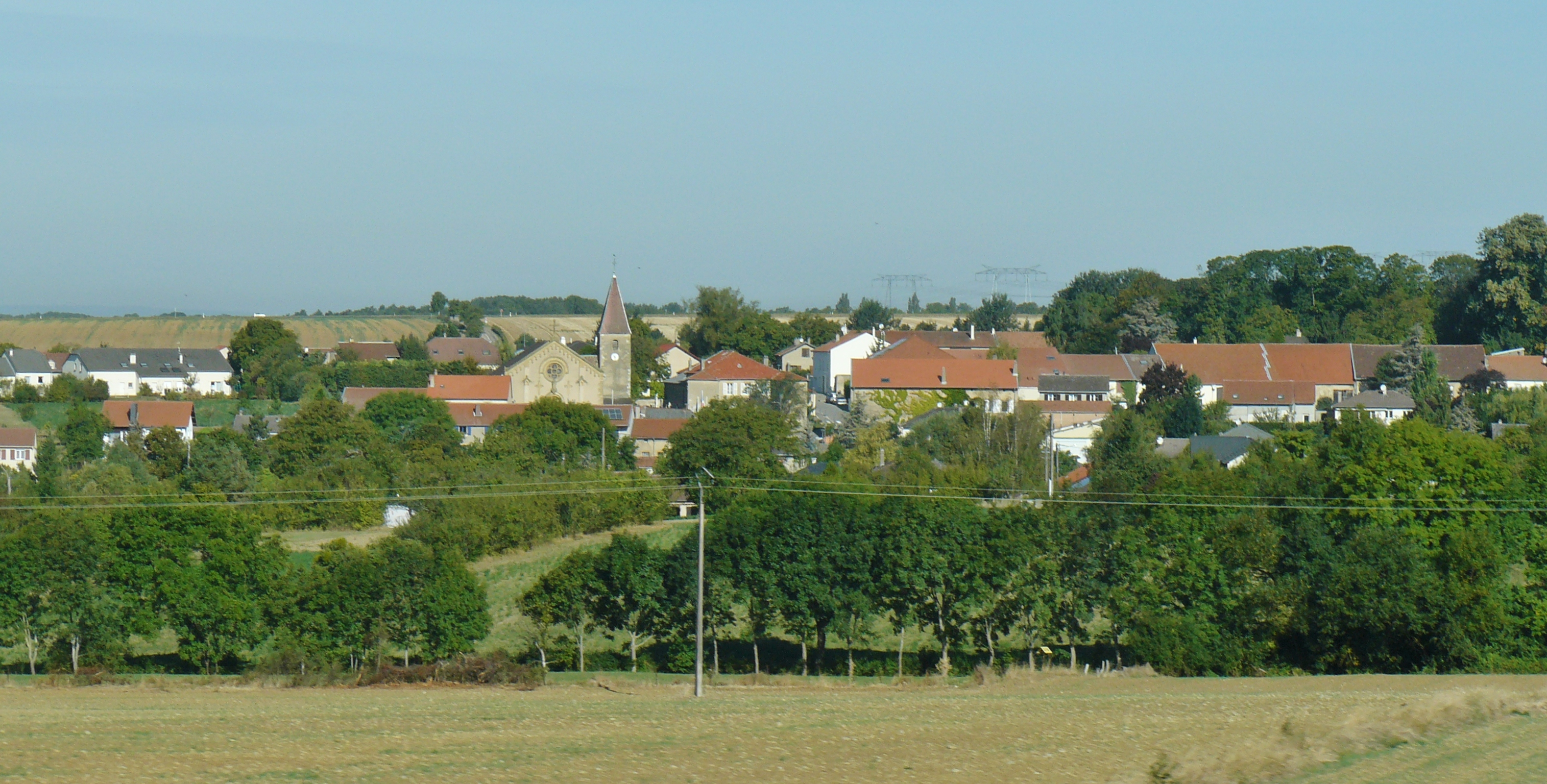
Vue de Retonfey depuis l'A4.

### Communes limitrophes
|             | Sainte-Barbe         | Glatigny                        |
| Noisseville | Retonfey             | Les Étangs                      |
|             | Ogy-Montoy-Flanville | Silly-sur-Nied Colligny-Maizery |

### Écarts et lieux-dits
- Vaudreville

### Hydrographie
La commune est située dans le bassin versant du Rhin au sein du bassin Rhin-Meuse. Elle est drainée par le ruisseau de Vallieres, le ruisseau de la Rigole et le ruisseau le Breuil.
Le ruisseau de Vallieres, d'une longueur totale de 14 km, prend sa source dans la commune de Glatigny et se jette  dans un bras mort de la Moselle à Saint-Julien-lès-Metz en limite avec Metz, après avoir traversé neuf communes.

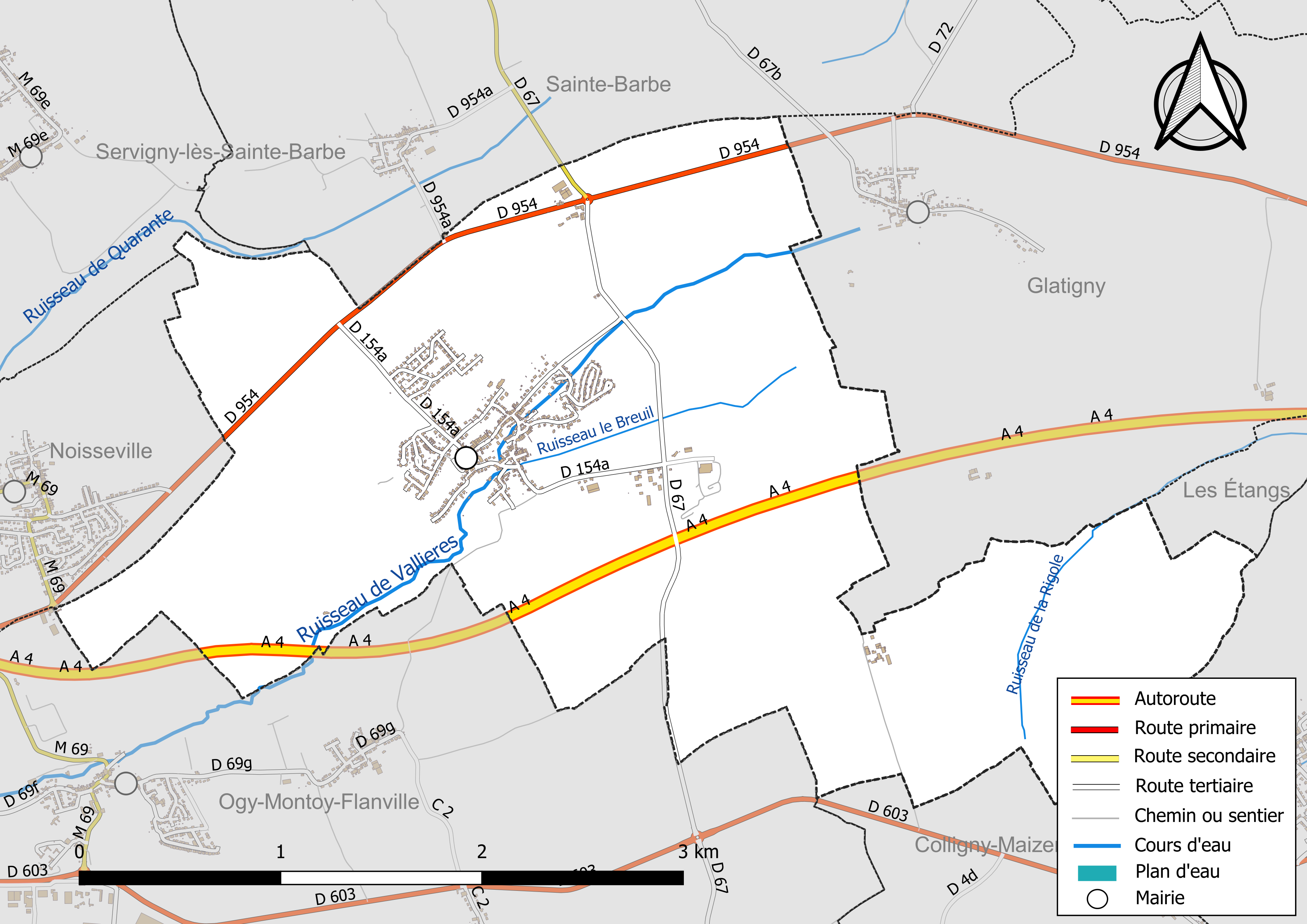
Réseaux hydrographique et routier de Retonfey.

La qualité des eaux des principaux cours d’eau de la commune, notamment du ruisseau de Vallières, peut être consultée sur un site dédié géré par les agences de l’eau et l’Agence française pour la biodiversité.

### Climat
Pour des articles plus généraux, voir Climat du Grand Est et Climat de la Moselle.
En 2010, le climat de la commune est de type climat des marges montargnardes, selon une étude du Centre national de la recherche scientifique s'appuyant sur une série de données couvrant la période 1971-2000. En 2020, Météo-France publie une typologie des climats de la France métropolitaine dans laquelle la commune est exposée à un climat semi-continental et est dans la région climatique  Lorraine, plateau de Langres, Morvan, caractérisée par un hiver rude (1,5 °C), des vents modérés et des brouillards fréquents en automne et hiver. 
Pour la période 1971-2000, la température annuelle moyenne est de 9,6 °C, avec une amplitude thermique annuelle de 16,7 °C. Le cumul annuel moyen de précipitations est de 802 mm, avec 12 jours de précipitations en janvier et 9,5 jours en juillet. Pour la période 1991-2020, la température moyenne annuelle observée sur la station météorologique de Météo-France la plus proche, « Metz-Frescaty », sur la commune d'Augny à 16 km à vol d'oiseau, est de 11,1 °C et le cumul annuel moyen de précipitations est de 713,5 mm. 
La température maximale relevée sur cette station est de 39,7 °C, atteinte le 25 juillet 2019 ; la température minimale est de −23,2 °C, atteinte le 17 février 1956,,. 
Les paramètres climatiques de la commune ont été estimés pour le milieu du siècle (2041-2070) selon différents scénarios d'émission de gaz à effet de serre à partir des nouvelles projections climatiques de référence DRIAS-2020. Ils sont consultables sur un site dédié publié par Météo-France en novembre 2022.

## Urbanisme

### Typologie
Au 1er janvier 2024, Retonfey est catégorisée bourg rural, selon la nouvelle grille communale de densité à sept niveaux définie par l'Insee en 2022.
Elle est située hors unité urbaine. Par ailleurs la commune fait partie de l'aire d'attraction de Metz, dont elle est une commune de la couronne,. Cette aire, qui regroupe 245 communes, est catégorisée dans les aires de 200 000 à moins de 700 000 habitants,.

### Occupation des sols
L'occupation des sols de la commune, telle qu'elle ressort de la base de données européenne d’occupation biophysique des sols Corine Land Cover (CLC), est marquée par l'importance des territoires agricoles (81,3 % en 2018), une proportion sensiblement équivalente à celle de 1990 (81,7 %). La répartition détaillée en 2018 est la suivante : 
terres arables (76,1 %), forêts (12,6 %), zones urbanisées (6,1 %), zones agricoles hétérogènes (3,9 %), prairies (1,3 %). L'évolution de l’occupation des sols de la commune et de ses infrastructures peut être observée sur les différentes représentations cartographiques du territoire : la carte de Cassini (XVIIIe siècle), la carte d'état-major (1820-1866) et les cartes ou photos aériennes de l'IGN pour la période actuelle (1950 à aujourd'hui).

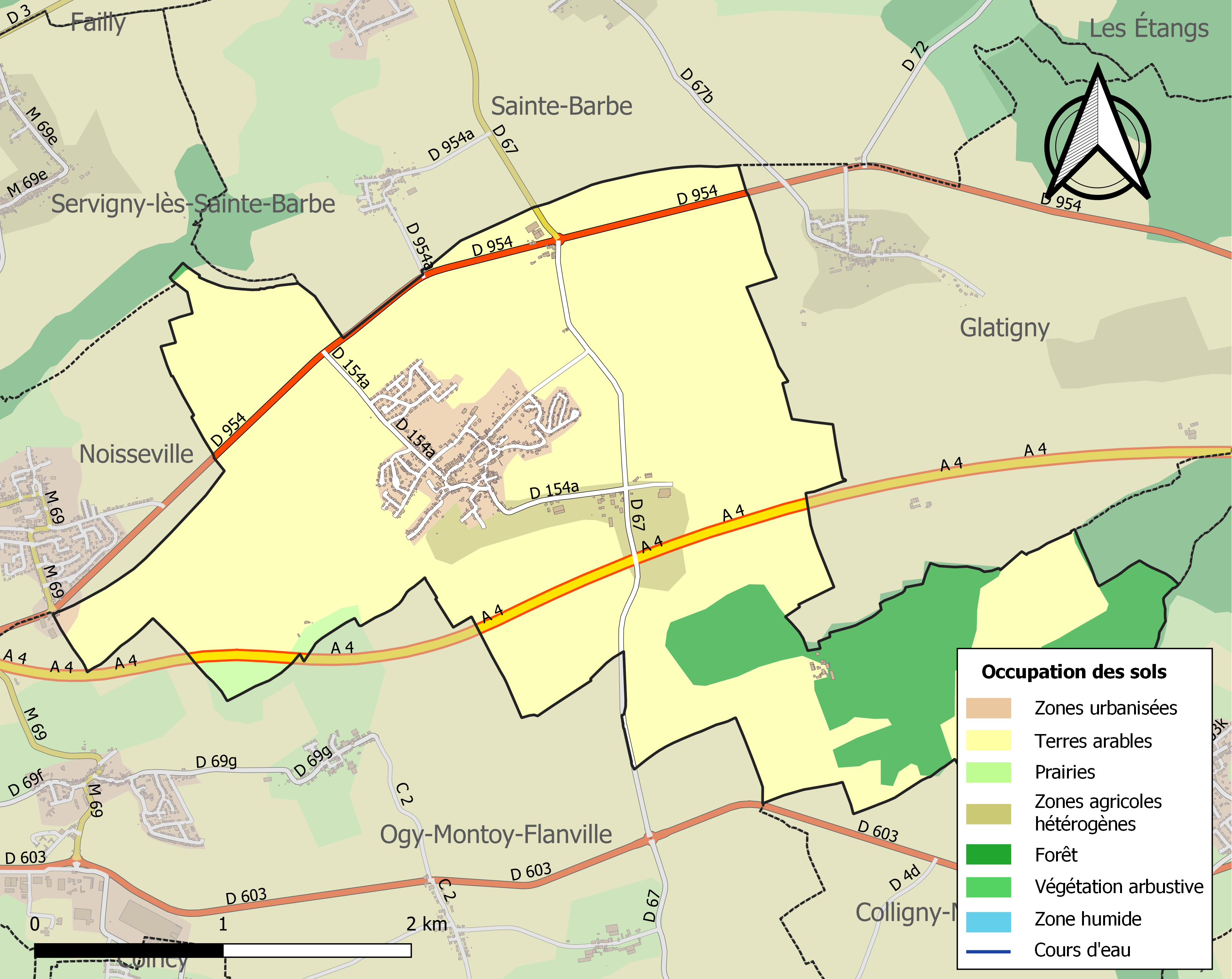
Carte des infrastructures et de l'occupation des sols de la commune en 2018 (CLC).

## Toponymie

### Attestations anciennes
- 1189 : Ritunfait
- 1190 : Retonfait
- 1201 : Ritunfait
- 1255 : Retonfeyt
- 1281 : Retonfays
- 1307 : Retonfayt
- 1404 : Artonfayt, Rettonfayt
- 1429 : Retonfeys
- 1481 : Rettonfay
- 1429 : Restonfeys
- 1535 : Artonfey
- 1544 : Artonfay Artonfai, Retonfay
- 1610 : Retenfay
- 1756 : Retonfaye.
- 1869 : Retonfey.
- Pendant l’occupation (en allemand) : Raitenbuchen ou Reitenbuchen

### Étymologie
Du nom de personne germanique Retto (masculin) ou Raitun (feminin), que l’on retrouve dans Rethonvillers (Somme, Retunvillare 1200) et du vieux français fey « hêtraie » (voir aussi Fay, Fy et les termes dialectaux fau et fou « hêtre »), issu du bas latin Fagetum (gallo-roman FAGETU). L'allemand -buchen « hêtres » traduit approximativement le nom roman.

## Histoire
- Dépendait de l’ancien pays messin et plus précisément du Haut-Chemin.
- Vieux domaine de l’évêché donné en fief aux célèbres familles messines.
- Vers 1500, Mangin Le Goullon est gouverneur, maitre-échevin de Metz et seigneur de Retonfey[16].

En 1844, le village a pour annexes la ferme de Vaudreville et la maison isolée du Petit-Marais. Il y a 423 habitants pour 74 maisons. Le village possède une tuilerie et 962 ha de territoires productifs dont 15 en vignes et 183 en bois. L’école compte 45 garçons et 33 filles ; les revenus de l’instituteur sont de 500 fr.
Durant la guerre de 1870, les batailles de Noisseville eurent lieu les 31 août et 1er septembre 1870.
Le 16 novembre 1940, des camions allemands arrivent à Retonfey. 152 des 255 habitants — dont le maire Charles Pister, le curé et l’institutrice — sont expulsés et emmenés à la gare de Metz pour une direction inconnue. Ils arrivent en gare de Lyon après plusieurs jours de voyage et sont accueillis par Mgr Heintz. Ils restent quelques jours à Mauvezin et s’installent finalement à Lombez. Le retour à Retonfey a lieu en mai 1945. Les échanges entre les deux communes persistent, en octobre 2008, une plaque commémorative en pierre de Jaumont a été inaugurée sur le mur de l’école, la même a été offerte à Lombez.

## Économie
En 2011, la commune abrite 58 petites et moyennes entreprises. Elle dispose d’une zone artisanale qui offre encore des possibilités d’accueillir de nouvelles activités.

## Politique et administration
| Période                                  | Période        | Identité                     | Étiquette | Qualité |
| ---------------------------------------- | -------------- | ---------------------------- | --------- | ------- |
| an VIII                                  |                | Louis Nicolas Jacquinot      |           |         |
| 1847                                     | 1887           | Ernest Auricoste de Lazarque |           |         |
| 1945                                     | 1971           | Charles Pister               |           |         |
| 1983                                     | 1989           | Philippe Hofmann             |           |         |
| mars 1995                                | septembre 2001 | Alain Renaudin               |           |         |
| septembre 2001                           | En cours       | Christian Petit              |           |         |
| Les données manquantes sont à compléter. |                |                              |           |         |

## Population et société

### Démographie

#### Évolution démographique
L'évolution du nombre d'habitants est connue à travers les recensements de la population effectués dans la commune depuis 1793. Pour les communes de moins de 10 000 habitants, une enquête de recensement portant sur toute la population est réalisée tous les cinq ans, les populations de référence des années intermédiaires étant quant à elles estimées par interpolation ou extrapolation. Pour la commune, le premier recensement exhaustif entrant dans le cadre du nouveau dispositif a été réalisé en 2005.

En 2022, la commune comptait 1 332 habitants, en évolution de −3,83 % par rapport à 2016 (Moselle : +0,52 %, France hors Mayotte : +2,11 %).
| 1793 | 1800 | 1806 | 1821 | 1836 | 1841 | 1861 | 1866 | 1871 |
| ---- | ---- | ---- | ---- | ---- | ---- | ---- | ---- | ---- |
| 393  | 402  | 423  | 357  | 480  | 423  | 428  | 416  | 340  |

| 1875 | 1880 | 1885 | 1890 | 1895 | 1900 | 1905 | 1910 | 1921 |
| ---- | ---- | ---- | ---- | ---- | ---- | ---- | ---- | ---- |
| 378  | 370  | 360  | 361  | 348  | 333  | 340  | 343  | 304  |

| 1926 | 1931 | 1936 | 1946 | 1954 | 1962 | 1968 | 1975 | 1982  |
| ---- | ---- | ---- | ---- | ---- | ---- | ---- | ---- | ----- |
| 304  | 275  | 260  | 233  | 278  | 307  | 332  | 718  | 1 171 |

| 1990  | 1999  | 2005  | 2006  | 2010  | 2015  | 2020  | 2022  | - |
| ----- | ----- | ----- | ----- | ----- | ----- | ----- | ----- | - |
| 1 233 | 1 372 | 1 336 | 1 329 | 1 339 | 1 375 | 1 344 | 1 332 | - |

#### Pyramide des âges
En 2018, le taux de personnes d'un âge inférieur à 30 ans s'élève à 29,2 %, soit en dessous de la moyenne départementale (33,6 %). À l'inverse, le taux de personnes d'âge supérieur à 60 ans est de 31,4 % la même année, alors qu'il est de 26,2 % au niveau départemental.
En 2018, la commune comptait 661 hommes pour 710 femmes, soit un taux de 51,79 % de femmes, légèrement supérieur au taux départemental (51,08 %).
Les pyramides des âges de la commune et du département s'établissent comme suit.
| Hommes | Classe d’âge | Femmes |
| ------ | ------------ | ------ |
| 0,5    | 90 ou +      | 0,7    |
| 7,4    | 75-89 ans    | 6,6    |
| 23,3   | 60-74 ans    | 24,3   |
| 20,7   | 45-59 ans    | 20,8   |
| 17,6   | 30-44 ans    | 19,7   |
| 11,1   | 15-29 ans    | 11,5   |
| 19,4   | 0-14 ans     | 16,4   |

| Hommes | Classe d’âge | Femmes |
| ------ | ------------ | ------ |
| 0,6    | 90 ou +      | 1,5    |
| 6,8    | 75-89 ans    | 9,5    |
| 17,2   | 60-74 ans    | 18,4   |
| 20,9   | 45-59 ans    | 20,5   |
| 19,5   | 30-44 ans    | 18,6   |
| 17,7   | 15-29 ans    | 15,7   |
| 17,4   | 0-14 ans     | 15,8   |

## Vie associative
La commune possède neuf associations dont :
- Le Club omnisports de Retonfey (COR) http://coretonfey.free.fr
- Retonfey Loisirs (13 activités sportives et culturelles) ;
- Club de football RENOM (Retonfey, Noisseville et Montoy-Flanville). Les seniors sont déjà montés en première division de district ;
- les Anciens combattants ;
- le conseil de fabrique.

## Culture locale et patrimoine

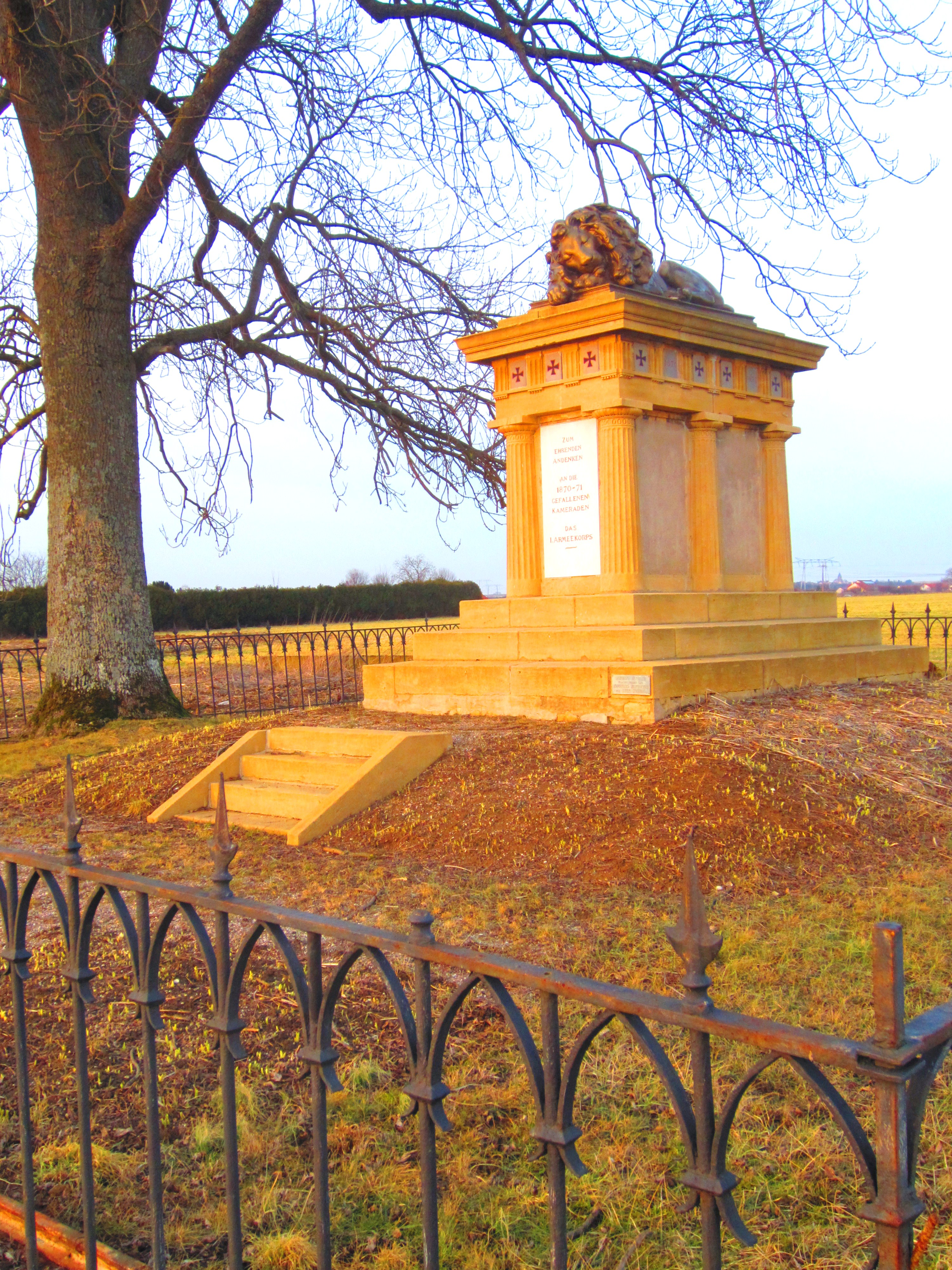
Le Lion de Retonfey.

### Lieux et monuments
- Passage d'une voie romaine.
- Château construit en 1792 par Gédéon-Charles Blaise de Rozérieulles, mousquetaire du roi, avec tours et parc : « une construction vaste, simple et massive, sans tourelle, ni toit pointu »[25].
- Dans le cimetière de l’église se trouve la tombe de Gédéon Charles Blaise de Rozérieulles, ainsi que celle d’Ernest Auricoste de Lazarque.
- Monument aux morts : proche de la mairie, un monument en l’honneur de ceux qui ont perdu la vie pour notre liberté a été inauguré le 8 mai 2002. Le monument, porteur d’un message de paix, a été sculptée par Gaby Salomon dans une pierre de Jaumont de trois tonnes. Il porte quatre colombes, deux sur chaque face, à tir d’aile au-dessus d’un globe terrestre. Sur le socle est inscrit « Souviens-toi ».
- Le Lion de Retonfey : monument du 1er corps d’armée prussien érigé en souvenir des centaines de pertes prussiennes durant le siège de Metz en 1870. Située à la limite des bans communaux de Montoy-Flanville, Retonfey et Noisseville, il est classé parmi les monuments historiques.
- La mairie : bâtiment datant de 1600 qui a servi de presbytère jusqu’en 1986.
- Foyer construit le 23 août 1858 et bâti sur l’ancien lavoir[26].
- École maternelle (51 enfants en 2011) et primaire (86 enfants en 2011) ainsi qu’un accueil périscolaire[1].
- Équipements : deux terrains de football, un court de tennis, deux terrains de beach-volley un city stade, plusieurs aires de jeux, une salle multisport de 2 000 m2 (en construction depuis l'été 2011 et dont la disponibilité est prévue pour septembre 2013)[18].

#### Édifices religieux
- Église Saint-Martin : un premier édifice est construit vers le milieu du XIIe siècle. Henri, comte de Salm fait donation de sa fondation à l’église Notre-Dame-la-Ronde (sise en la cathédrale de Metz) en 1189 à la veille de son départ en croisade. Il ne reste de cette église primitive que les deux tiers inférieurs du clocher de style roman. Le chœur et la nef actuels ont été édifiés entre 1769 et 1771 et orientés nord-sud perpendiculairement aux anciens. Ils sont restaurés dans leur état actuel à l’occasion d’importants travaux réalisés dans les dernières années du XIXe siècle : la façade est remaniée en 1882. La nef, de forme « grange », peut contenir 400 personnes assises. Le plafond trilobé, en plâtre et stucs sur lattis et ossature de bois, est de très belle facture. Le 16 janvier 2004, des éléments se sont détachés de la voûte indiquant une fragilisation de cette dernière et entraînant la fermeture de l’édifice. Un chantier de restauration est entrepris grâce à l'aide financière des collectivités locales, de la fondation du patrimoine et de la population. Les premiers travaux de confortation permettent la réouverture de l’édifice pour Noël 2004. La restauration des boiseries reste à finaliser[1].
- Grotte bénie érigée par Louis Pister, ses enfants et des bénévoles, le 22 octobre 1961. M. Pister avait fait vœu de construire cet édifice s’il sortait vivant de la Deuxième Guerre mondiale.
- Ogive de l’église Saint-Clément de Metz, exposée rue du château.

### Personnalités liées à la commune
- Ernest Auricoste de Lazarque
- Gédéon-Charles Blaise de Rozérieulles, mousquetaire de la 1re compagnie du roi puis conseiller au parlement de Metz.

### Jumelages
Retonfey est jumelée avec Lombez (Gers), commune où les habitants se sont réfugiés pendant la Seconde Guerre mondiale.

### Blasonnement
| Blason de Retonfey | Blason  | Fascé d’or et d’azur de huit pièces chapé d’azur,. |
| Blason de Retonfey | Détails | Les bandes horizontales d’or et d’azur sont les armes du Haut-Chemin, partie du Pays messin à laquelle appartenait Retonfey. La « chape » d’azur est le symbole du manteau de saint Martin qui est le patron de la paroisse. La médaille militaire est accrochée au bas de l’écusson. Le statut officiel du blason reste à déterminer. |